# 韓尼茲2-428
海因斯2-428是在核心有著兩顆白矮星聯星系統的行星狀星雲，這個核心的兩顆白矮星系統是第一個被發現的Ia超新星候選者。在它們被發現的當時，這個恆星系統是已知最重的白矮星雙星系統。

## 行星狀星雲
這個行星狀星雲是不對稱的，也就是存在著的不是一顆恆星，而是在核心有兩顆恆星的結果。

## 雙白矮星聯星系統
這個在核心有兩顆恆星的系統是在2014年發現的，當時是在研究這個星雲的外觀為何是不規則的，結果將先前所認為的單一恆星解析出是雙星。在雲心臟位置上的這兩顆白矮星以4小時的軌道周期互繞著，每一顆的質量都比太陽略小一些，加起來的質量約為1.8太陽質量。在2015年，他們仍是已知質量最大的雙白矮星聯星系統。

### 可能的Ia超新星前身系統
預計再過7億年這一對恆星才會合併成為一顆恆星，於是它們會爆炸形成Ia超新星。這對恆星的纏繞會輻射出重力波，造成軌道能量的損失。這次的爆炸是因為合併後的恆星質量超過了錢德拉塞卡極限的1.4倍太陽質量。這是第一個被發現的雙白矮星系統構成的Ia超新星候選者。這個系統的重要性是天文物理學家將Ia超新星做為標準燭光來測量遙遠天體的距離。理解其過程可以更好的規範和量化標準燭光，以減少在測量距離上造成的誤差和不確定性。

## 進階讀物
- M. Santander-Garcıa, P. Rodrıguez-Gil, R. L. M. Corradi, D. Jones, B. Miszalski, H. M. J. Boffin, M. M. Rubio-Dıez, M. M. Kotze.  (PDF). Nature. 2 September 2014 (9 February 2015)  [2015-06-18]. Bibcode:2015Natur.519...63S. doi:10.1038/nature14124. （原始内容存档 (PDF)于2015-03-18）.